# Tendra
Tendra o cordone di Tendra (in ucraino: Тендрівська Коса) è un banco di sabbia del mar Nero situato all'interno del territorio dell'oblast' di Cherson, in Ucraina.
Il cordone separa il golfo di Tendra dal mar Nero e racchiude nella parte meridionale e occidentale della baia. A ovest l'isola culmina con un cordone sabbioso noto come Bili Kučuhury che, estendendosi a est attraverso il golfo di Tendra come una secca, raggiunge la penisola di Yahorlyk Kut.